# Jocs Mediterranis de 1979
Els vuitens Jocs del Mediterrani es van celebrar a Split (actual Croàcia), del 15 al 29 de setembre de 1979.
Hi participaren un total de 2.408 esportistes (2.009 homes i 399 dones) en representació de 14 estats mediterranis. Es disputaren un total de 192 competicions de 26 esports.

## Medaller
| Pos. | Estat      | Or | Plata | Bronze | Total |
| ---- | ---------- | -- | ----- | ------ | ----- |
| 1    | Iugoslàvia | 56 | 38    | 33     | 127   |
| 2    | França     | 55 | 41    | 33     | 129   |
| 3    | Itàlia     | 49 | 63    | 47     | 159   |
| 4    | Espanya    | 16 | 20    | 32     | 68    |
| 5    | Grècia     | 7  | 10    | 13     | 30    |
| 6    | Turquia    | 5  | 5     | 14     | 24    |
| 7    | Egipte     | 3  | 9     | 10     | 22    |
| 8    | Algèria    | 1  | 5     | 10     | 16    |
| 9    | Tunísia    | 1  | 2     | 9      | 12    |
| 10   | Líban      | 1  | 1     | 0      | 2     |
| 11   | Síria      | 1  | 0     | 0      | 1     |
| 12   | Marroc     | 0  | 2     | 3      | 5     |